# ماهی باله‌پا
ماهی باله‌پا (نام علمی: Rhamphocottus richardsonii) نام یک گونه از راسته عقرب‌ماهی‌سانان است.